# Ilias latina
La Ilias latina es una adaptación y resumen breve en hexámetros latinos de la Ilíada de Homero realizada en el siglo I d. C., que fue muy popular durante la Antigüedad y la Edad Media.

## Historia y autor
Fue muy estudiada y leída en las escuelas medievales como parte del currículo educativo estándar en latín. Según Ernst Robert Curtius, se trata de una "cruda condensación" de 1070 versos. Se atribuye a un tal Publius Baebius Italicus, un senador romano del siglo I d. C. que empezó su carrera bajo el emperador Vespasiano y fue nombrado cuestor en el año 90. Pero la hipótesis es tan frágil que algunos siguen considerando actualmente la obra como anónima. Como la obra carece de título, fue llamada Epitome Iliados Homeri, Liber Homeri u Homerus de bello Trojano; la denominación actual, Ilias Latina, ha prevalecido desde que se hizo una edición del texto por Emil Baehrens en uno de los cinco volúmenes de sus Poetae latini minores, en 1881.
Su fecha de composición se ubica en la década 60 d. C. - 70 d. C., bajo el reinado de Nerón. Incluye al menos dos acrósticos de los que ha derivado la atribución a Publio Bebio Itálico: en los primeros versos se deletrea ITALICUS, mientras que en los últimos aparece SCRIPSIT, conjunto que se traduce por "Italicus [lo] escribió". Pero en la Antigüedad esto pasó desapercibido. Fue en 1875 cuando un investigador, Oskar Seyffert, reparó en los acrósticos ocultos al principio y al final del texto: el nombre Italicus llevó entonces a suponer que el poema podría haber sido compuesto por el poeta Silio Itálico.  Veinticinco años más tarde, en 1890, Heinrich Schenk redescubrió un manuscrito, el Vindobonensis Latinus 3509, datado en los siglos XV-XVI, no estudiado hasta entonces, que presenta el poema como un epítome, es decir, un resumen, de la Ilíada de Homero y la atribuye especialmente a un tal Baebius Italicus, calificado como clarissimus, un título reservado solo a los senadores romanos.

## Estructura y función
Sigue el mismo orden que la epopeya original, pero es mucho más breve (el poema de Homero consta de 15.693 hexámetros). Una comparación entre ambos textos muestra que el autor se detiene en algunas secuencias de su modelo y pasa más rápidamente por otras: dedica más espacio a los eventos correspondientes a los primeros diez cantos de la Ilíada, y luego a los eventos de los cantos XVIII, XXII y XXIV. El poeta no parece haber querido usar las mismas divisiones en cantos para su propio texto, porque a veces cambia de canto en mitad de un hexámetro.
Considerada un mero resumen durante la Antigüedad tardía y la Edad Media, durante esta última se utilizó como medio de acceso al material homérico en una época en que el conocimiento del griego se había vuelto escaso en Europa.

## Género y estilo
Según uno de sus editores modernos, Gérard Fry, es una obra con una estética propia, cercana al epilio practicado por los poetas alejandrinos del Helenismo, ya la caracteriza su brevedad, su densidad y su gusto por la erudición y el manierismo. El uso de acrósticos para formar un sphragis (firma) es otro elemento que sitúa al poema en la estética alejandrina. El estilo del poeta de la Ilias Latina se inspira mucho en Ovidio y en menor medida en Virgilio.

## Influjo en las letras hispánicas
La Ilias Latina es la inspiración principal, la columna vertebral de la Historia troyana que se incluye entre las cuadernas 321 y 773 del anónimo Libro de Alexandre, de comienzos del siglo XIII y obra fundamental del mester de clerecía castellano. Juan de Mena hizo además una adaptación en 1442 al castellano que tuvo mucho éxito y corrió con el título de Homero romanceado.

## Traducciones al español
- La Ilíada latina. Diario de la Guerra de Troya de Dictis Cretense. Historia de la destrucción de Troya de Dares Frigio. Introducciones, traducción y notas de María Felisa del Barrio Vega y Vicente Cristóbal López; Madrid: Gredos, 2001.